# Double Fantasy
Double Fantasy – siódmy album solowy Johna Lennona i zarazem drugi, wydany z udziałem Yoko Ono. Był to ostatni album studyjny wydany za życia artysty. Niedługo po debiucie albumu na listach przebojów, artysta został zastrzelony (8 grudnia 1980).

## Kontekst
Płyta jest powrotem po trwającej pięć lat artystycznej przerwie Lennona, spowodowanej urodzeniem się syna Seana oraz chęci odbudowy stosunków ze starszym potomkiem – Julianem. Zawarte na niej utwory Lennona i Ono tworzą ze sobą kompozycję, przypominającą rozmowę. Piosenki autorstwa Lennona, to głównie utwory o jego rodzinie („Woman”, skierowane do Ono, „Beautiful Boy (Darling Boy)”, opisujące miłość do syna, czy „(Just Like) Starting Over”, mówiące o „drugim początku życia” wraz z rodziną).

## Wydanie i popularność
Po śmierci Lennona album, jak i otwierająca go piosenka „(Just Like) Starting Over” (wydana na singlu) wspięły się na szczyty list przebojów w wielu krajach świata i sprzedały się w liczbie kilku milionów egzemplarzy. 24 lutego 1982 roku płytę uhonorowano – podczas 24. ceremonii wręczenia nagród Grammy – trofeum w kategorii Album of the Year. W 2000 roku Ono wydała zremasterowaną wersję albumu, dodając do niej trzy nowe piosenki. Album Double Fantasy podpisany w dniu śmierci przez Lennona, dla jego zabójcy, został w 2003 roku sprzedany na aukcji za 525 000 dolarów.

## Lista utworów
| 1.  | „(Just Like) Starting Over” (John Lennon)   | 3:56  |
|     |                                             |       |
| 2.  | „Kiss Kiss Kiss” (Yōko Ono)                 | 2:41  |
|     |                                             |       |
| 3.  | „Cleanup Time” (Lennon)                     | 2:58  |
|     |                                             |       |
| 4.  | „Give Me Something” (Ono)                   | 1:35  |
|     |                                             |       |
| 5.  | „I’m Losing You” (Lennon)                   | 3:57  |
|     |                                             |       |
| 6.  | „I’m Moving On” (Ono)                       | 2:20  |
|     |                                             |       |
| 7.  | „Beautiful Boy (Darling Boy)” (Lennon)      | 4:02  |
|     |                                             |       |
| 8.  | „Watching the Wheels” (Lennon)              | 4:00  |
|     |                                             |       |
| 9.  | „Yes I'm Your Angel” (Ono)                  | 3:08  |
|     |                                             |       |
| 10. | „Woman” (Lennon)                            | 3:32  |
|     |                                             |       |
| 11. | „Beautiful Boys” (Ono)                      | 2:55  |
|     |                                             |       |
| 12. | „Dear Yoko” (Lennon)                        | 2:34  |
|     |                                             |       |
| 13. | „Every Man Has a Woman Who Loves Him” (Ono) | 4:02  |
|     |                                             |       |
| 14. | „Hard Times Are Over” (Ono)                 | 3:20  |
|     |                                             |       |
|     |                                             | 45:00 |
|     |                                             |       |
Reedycja CD z 2000 r.
utwory bonusowe
| 1. | „Help Me to Help Myself” (Lennon) | 2:37  |
|    |                                   |       |
| 2. | „Walking on Thin Ice” (Ono)       | 6:00  |
|    |                                   |       |
| 3. | „Central Park Stroll” (rozmowa)   | 0:17  |
|    |                                   |       |
|    |                                   | 08:54 |
|    |                                   |       |

## Twórcy
- John Lennon – wokal i gitara
- Yōko Ono – wokal
- Earl Slick – gitara
- Hugh McCracken – gitara
- Tony Levin – gitara basowa
- George Small – instr. klawiszowe
- Andy Newmark – perkusja
- Arthur Jenkins Jr. – instr. perkusyjne
- Ed Walsh – syntezator
- Robert Greenidge – steel pan („Beautiful Boy”)
- Matthew Cunningham – cymbały („Watching The Wheels”)
- Randy Stein – koncertyna
- Howard Johnson – róg
- Grant Hungerford – róg
- John Parran – róg
- Seldon Powell – róg
- George „Young” Opalisky – róg
- Roger Rosenberg – róg
- David Tofani – róg
- Ronald Tooley – róg
- Tony Davillo – aranżacja, współpraca muzyczna
- Michelle Simpson, Cassandra Wooten, Cheryl Mason Jacks, Eric Troyer, Benny Cummings Singers, The Kings Temple Choir – chórki
- Toshihiro Hamaya – asystent produkcji
- Julie Last – asystent inżyniera
- George Marino – mastering, remastering
- Lee DeCarlo – inżynier
- Jon Smith – asystent inżyniera
- Anthony Davilio – współpraca muzyczna
- James A. Ball – asystent inżyniera
- Bob Gruen – fotografie
- Kishin Shinoyama – fotografie, zdjęcie z okładki
- Karla Merrifield – koordynator artystyczny reedycji
- Nishi F Saimaru – fotografie
- David Spindel – fotografie
- Lilo Raymond – fotografie
- Christopher Whorf – projekt graficzny